# Лочиця-об-Савиньї
Лочиця-об-Савиньї (словен. Ločica ob Savinji) — поселення в общині Ползела, Савинський регіон, Словенія. Висота над рівнем моря: 276,3 м.